# Ludovic Gotin
Ludovic Gotin (Les Abymes, 5 luglio 1985) è un calciatore francese, attaccante del CS Moulien.

## Caratteristiche tecniche
Gioca come attaccante.

## Carriera

### Club
Formatosi nel Club Sportif Moulien, squadra della Guadalupa, terminò la stagione 2004-2005 come miglior marcatore del Guadeloupe Championnat National, guadagnandosi il trasferimento al Club Sportif Avionnais, nel Championnat de France amateur. Dopo una sola stagione, è tornato al Moulien, con il quale ha vinto sia la Coppa di Guadalupa che il campionato nazionale.

### Nazionale
Con la Guadalupa ha giocato 17 partite, partecipando alla CONCACAF Gold Cup 2007, competizione nella quale la selezione del Dipartimento d'Oltremare francese si classificò al terzo posto ex aequo con il Canada dopo aver perso per 1-0 contro il Messico il semifinale.

## Palmarès

### Club

#### Competizioni nazionali
- Campionato guadalupense: 1

Moulien: 2009
- Coppa di Guadalupa: 1

Moulien: 2008